# Gomila (gmina Destrnik)
Gomila – wieś w Słowenii, w gminie Destrnik. W 2018 roku liczyła 79 mieszkańców.